# Pristimantis verecundus
Espèce
Synonymes
- Eleutherodactylus verecundus Lynch & Burrowes, 1990

Statut de conservation UICN

 NT  : Quasi menacé
Pristimantis verecundus est une espèce d'amphibiens de la famille des Craugastoridae.

## Répartition
Cette espèce  se rencontre sur le versant Ouest de la cordillère Occidentale, :
- en Équateur dans les provinces de Carchi, de Pichincha et de Cotopaxi entre 900 et 1 800 m d'altitude ;
- en Colombie dans le département de Nariño entre 1 700 et 2 020 m d'altitude.

## Description
Les mâles mesurent de 18,0 à 21,9 mm et les femelles de 22,4 à 22,5 mm.

## Publication originale
- Lynch & Burrowes, 1990 : The frogs of the genus Eleutherodactylus (family Leptodactylidae) at the La Planada Reserve in southwestern Colombia with descriptions of eight new species. Occasional Papers of the Museum of Natural History University of Kansas, no 136, p. 1-31 (texte intégral).